# Désertines (Allier)
Désertines is een gemeente in het Franse departement Allier in de regio Auvergne-Rhône-Alpes en maakt deel uit van het arrondissement Montluçon. De gemeente telde 4.323 inwoners op 1 januari 2022.

## Geografie
De oppervlakte van Désertines (Allier) bedraagt 8,34 vierkante kilometer; Op 1 januari 2022 was de bevolkingsdichtheid 518,3 inwoners per km².

De onderstaande kaart toont de ligging van Désertines met de belangrijkste infrastructuur en aangrenzende gemeenten.

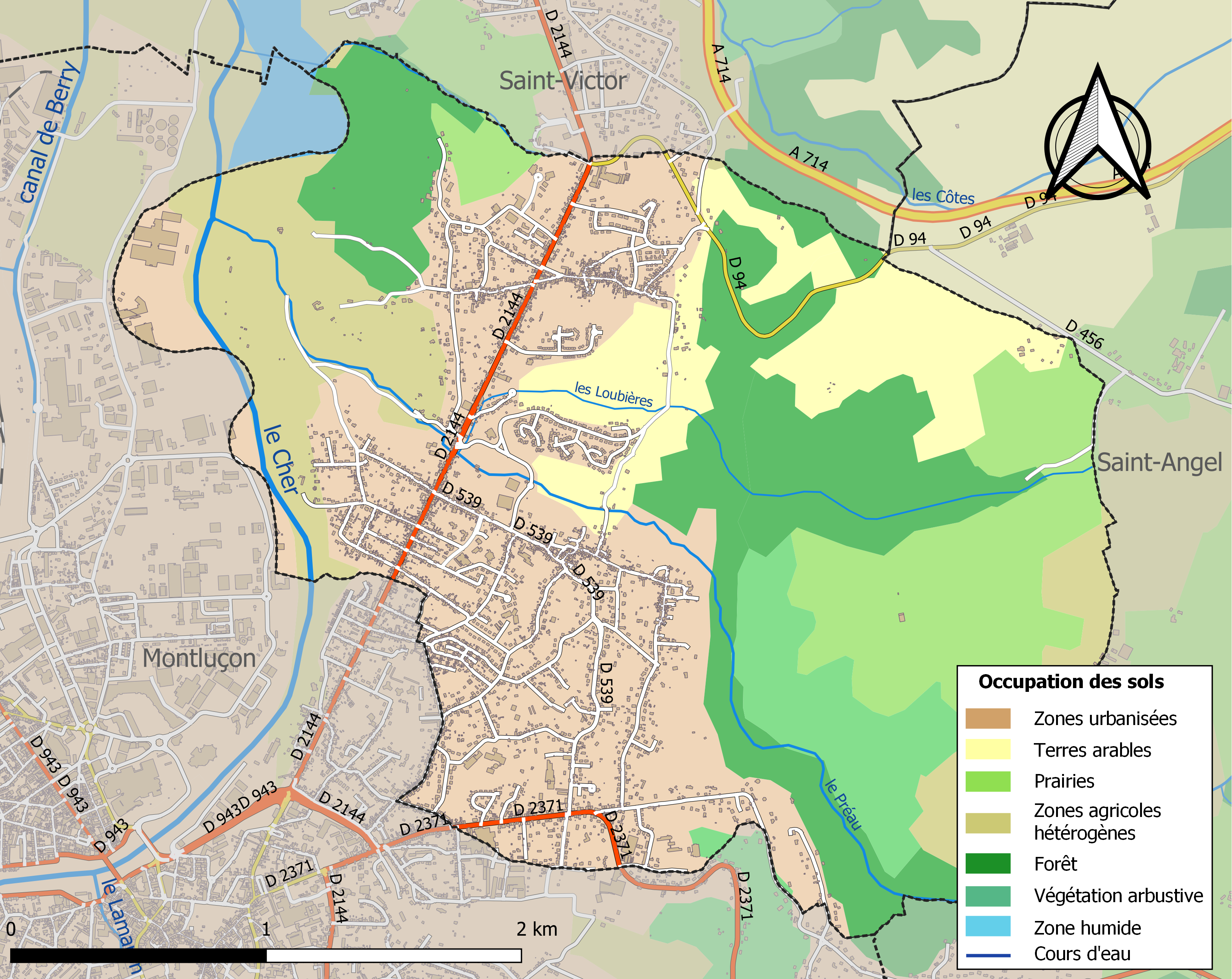

## Demografie
Onderstaande figuur toont het verloop van het inwonertal.
Vanwege een beveiligingsprobleem met de MediaWiki Graph-software is het momenteel niet mogelijk deze grafiek weer te geven. Zodra de software is bijgewerkt zal de grafiek vanzelf weer zichtbaar worden.

## Geboren in Désertines
- Jean Chassang (1951), wielrenner